# 青山忠重
青山 忠重（あおやま ただしげ）は、江戸時代前期から中期にかけての大名。遠江国浜松藩の第3代藩主、丹波国亀山藩の初代藩主。官位は従五位下・因幡守。青山家宗家13代。

## 生涯
承応3年（1654年）5月23日、浜松藩初代藩主（当時は信濃国小諸藩主）青山宗俊の三男として小諸で誕生した。天和3年（1683年）8月5日、兄で浜松藩の第2代藩主である忠雄の養子となり、12月に従五位下・下野守に叙位・任官する。貞享2年（1685年）、兄の死去により家督を継いだ。
元禄15年（1702年）9月7日、浜松藩から亀山藩に移封される。正徳4年（1714年）9月に因幡守に遷任する。享保7年（1722年）6月18日に家督を四男の俊春に譲って隠居し、出家して清休と号したが、直後の10月28日に死去した。享年69。

## 人物
丹波亀山藩主時代の宝永2年（1705年）、農業振興の一環として、東中（ひがしなか）村の小豆の優秀さに目をつけ、庄屋に一石を上納させ、その中から精選したもの一斗を5代将軍・徳川綱吉に献上したところ、幕府の評判になった。綱吉がこの中からさらに粒を選んで朝廷に献上し、朝廷でも激賞されたことから大納言小豆と称されたのが、丹波大納言小豆の由来とされる。ただし忠重の官職は大納言などという高位ではなく、将軍であった綱吉は大納言より高い「内大臣」「右近衛大将」、さらに、まさに当該の年である宝永2年（1705年）に「右大臣」となっている。

## 系譜
- 父：青山宗俊（1604年 - 1679年）
- 母：大河原氏
- 養父：青山忠雄（1651年 - 1685年）
- 正室：青山幸通娘
- 継室：青山幸実娘
- 側室：上田氏
  - 四男：青山俊春（1700年 - 1730年）
- 生母不明の子女
  - 女子：伊達村豊正室
  - 女子：青山貞信室
  - 女子：九鬼隆直正室 - 後酒井忠菊継室
- 養子
  - 男子：青山忠貴（1658年 - 1713年） - 青山宗俊の五男